# 小川一水
小川 一水（おがわ いっすい、1975年11月24日 -）は、日本の小説家、SF作家。岐阜県出身、愛知県在住。既婚、二児の父（いずれも男の子）。
SF、ライトノベルを中心に執筆活動を行っている。宇宙作家クラブ会員。日本SF作家クラブ会員（2014年4月に一度退会したが、2021年1月に再入会）。日本推理作家協会会員。

## 概要
1993年、第3回ジャンプ小説・ノンフィクション大賞に、「リトルスター」で応募し、佳作入選。以後、幅広いレーベルで作品を発表。デビュー時の筆名は河出智紀（かわでとものり）。1998年発表のソノラマ文庫『アース・ガード』より、小川一水の筆名を使用、現在に至る。
初め『こちら郵政省特配課』や『ここほれONE－ONE!』に代表されるような、現代日本を舞台とし、男女一組の主人公が様々な事件や問題に立ち向かうSF風味のライトノベルを得意としていたが、近年、『導きの星』、『第六大陸』のような本格的なSF作品を発表するようになってきた。
2009年に開始された大河SFシリーズ『天冥の標』が、10年をかけ全10巻・17冊で2019年に完結。

## 経歴
- 1993年 - 第3回ジャンプ小説・ノンフィクション大賞に、『リトルスター』で佳作入賞。
- 1996年 - 第6回ジャンプ小説・ノンフィクション大賞に、『まずは一報ポプラパレスより』で大賞受賞。同年、集英社より『まずは一報ポプラパレスより』で作家デビュー。筆名は河出智紀。
- 1998年 - 朝日ソノラマから刊行の『アース・ガード』より小川一水の筆名を使用。
- 2004年 - 『第六大陸』で第35回星雲賞・日本長編部門賞を受賞。
- 2006年 - 『老ヴォールの惑星』所収の「漂った男」で第37回星雲賞・日本短編部門賞を受賞。
- 2011年 - SFマガジン2010年2月号所収の「アリスマ王の愛した魔物」で第42回星雲賞・日本短編部門賞を受賞。
- 2014年 - 『コロロギ岳から木星トロヤへ』で第45回星雲賞・日本長編部門賞を受賞。
- 2020年 - 『天冥の標』で第40回日本SF大賞[4]および第51回星雲賞・日本長編部門賞の両賞を受賞。

## 作品リスト

### 長編
| タイトル                                              | レーベル                         | 発売年 | 巻・副題                            | ISBNコード        | 備考 |
| ----------------------------------------------------- | -------------------------------- | ------ | ----------------------------------- | ----------------- | --- |
| まずは一報ポプラパレスより                            | ジャンプ ジェイ ブックス         | 1996年 | 1                                   | 978-4087030532    | 河出智紀名義 |
| まずは一報ポプラパレスより                            | ジャンプ ジェイ ブックス         | 1998年 | 2                                   | 978-4087030693    | 河出智紀名義 |
| まずは一報ポプラパレスより                            | アドレナライズ                   | 2014年 | 1                                   | -                 | 電子書籍のみ |
| まずは一報ポプラパレスより                            | アドレナライズ                   | 2014年 | 2                                   | -                 | 電子書籍のみ |
| アース・ガード ―ローカル惑星防衛記―                   | ソノラマ文庫                     | 1998年 | -                                   | 978-4257768517    | |
| マリアロード・ストーリー ―復讐銃騎アンジェラ―         | ソノラマ文庫                     | 1999年 | -                                   | 978-4257768692    | |
| こちら、郵政省特別配達課                              | ソノラマ文庫                     | 1999年 | 1                                   | 978-4257768852    | 原題『こちら郵政省特配課』として発売                                                                                              |
| こちら、郵政省特別配達課                              | ソノラマ文庫                     | 2001年 | 2                                   | 978-4257769460    | 原題『追伸・こちら特別配達課』として発売                                                                                          |
| こちら、郵政省特別配達課                              | ソノラマノベルス                 | 2005年 | -                                   | 978-4257010791    | 『こちら郵政省特配課』と『追伸・こちら特別配達課』を合本、『こちら、郵政省特別配達課！』に改題。 紙の本は絶版だが電子書籍で発売中 |
| こちら、郵政省特別配達課                              | 新潮文庫nex                      | 2014年 | 1                                   | 978-4101800172    | ソノラマノベルス『こちら、郵政省特別配達課！』を改題、分冊。書き下ろし短編「暁のリエゾン」を追加収録。                            |
| こちら、郵政省特別配達課                              | 新潮文庫nex                      | 2014年 | 2                                   | 978-4101800189    | ソノラマノベルス『こちら、郵政省特別配達課！』を改題、分冊。書き下ろし短編「暁のリエゾン」を追加収録。                            |
| イカロスの誕生日                                      | ソノラマ文庫                     | 2000年 | -                                   | 978-4257769040    | NHK-FM放送 青春アドベンチャーにてラジオドラマ化された                                                                             |
| イカロスの誕生日                                      | μNOVEL                           | 2015年 | -                                   | 978-4620210049    | ソノラマ文庫版に加筆修正 |
| 回転翼の天使 ジュエルボックス・ナビゲイター           | ハルキ文庫                       | 2000年 | -                                   | 978-4894567535    | |
| グレイ・チェンバー                                    | ジャンプ ジェイ ブックス         | 2000年 | -                                   | 978-4087031010    | |
| グレイ・チェンバー                                    | アドレナライズ                   | 2014年 | -                                   | -                 | 電子書籍のみ |
| ここほれONE-ONE!                                      | ジャンプ ジェイ ブックス         | 2001年 | 1                                   | 978-4086300551    | |
| ここほれONE-ONE!                                      | ジャンプ ジェイ ブックス         | 2002年 | 2                                   | 978-4086300711    | |
| ここほれONE-ONE!                                      | アドレナライズ                   | 2014年 | 1                                   | -                 | 電子書籍のみ |
| ここほれONE-ONE!                                      | アドレナライズ                   | 2014年 | 2                                   | -                 | 電子書籍のみ |
| 導きの星                                              | ハルキ文庫ヌーヴェルSFシリーズ   | 2002年 | 1 目覚めの大地                      | 978-4894569430    | |
| 導きの星                                              | ハルキ文庫ヌーヴェルSFシリーズ   | 2002年 | 2 争いの地平                        | 978-4894561250    | |
| 導きの星                                              | ハルキ文庫ヌーヴェルSFシリーズ   | 2003年 | 3 災いの空                          | 978-4758430265    | |
| 導きの星                                              | ハルキ文庫ヌーヴェルSFシリーズ   | 2003年 | 4 出会いの銀河                      | 978-4758430791    | |
| 群青神殿                                              | ソノラマ文庫                     | 2002年 | -                                   | 978-4257769682    | |
| 群青神殿                                              | 朝日ノベルズ                     | 2011年 | -                                   | 978-4022739537    | 紙の本は絶版だが電子書籍で発売中                                                                                                  |
| 群青神殿                                              | ハヤカワ文庫JA                   | 2019年 | -                                   | 978-4150313890    | |
| レインボウ・プラネット―灼熱の竜騎兵シェアードワールズ | EX NOVELS                        | 2002年 | -                                   | 978-4757507845    | 原案：田中芳樹、『灼熱の竜騎兵 レッドホット・ドラグーン』シリーズの世界設定を使用した作品                                         |
| 強救戦艦メデューシン                                  | ソノラマ文庫                     | 2002年 | 上                                  | 978-4257769880    | |
| 強救戦艦メデューシン                                  | ソノラマ文庫                     | 2003年 | 下                                  | 978-4257770046    | |
| 第六大陸                                              | ハヤカワ文庫JA                   | 2003年 | 1                                   | 978-4150307271    | 第35回星雲賞・日本長編部門賞を受賞（2004年）。 2008年から2010年にかけてコミカライズが行われた。単行本は全5巻。                    |
| 第六大陸                                              | ハヤカワ文庫JA                   | 2003年 | 2                                   | 978-4150307356    | 第35回星雲賞・日本長編部門賞を受賞（2004年）。 2008年から2010年にかけてコミカライズが行われた。単行本は全5巻。                    |
| ハイウィング・ストロール                              | ソノラマ文庫                     | 2004年 | -                                   | 978-4257770275    | 紙の本は絶版だが電子書籍で発売中                                                                                                  |
| ハイウィング・ストロール                              | ハヤカワ文庫JA                   | 2019年 | -                                   | 978-4150313906    | |
| 復活の地                                              | ハヤカワ文庫JA                   | 2004年 | 1                                   | 978-4840129558    | 2009年から2011年にかけてコミカライズが行われた。単行本は全4巻。                                                                   |
| 復活の地                                              | ハヤカワ文庫JA                   | 2004年 | 2                                   | 978-4150307660    | 2009年から2011年にかけてコミカライズが行われた。単行本は全4巻。                                                                   |
| 復活の地                                              | ハヤカワ文庫JA                   | 2004年 | 3                                   | 978-4150307707    | 2009年から2011年にかけてコミカライズが行われた。単行本は全4巻。                                                                   |
| 疾走! 千マイル急行                                    | ソノラマ文庫                     | 2005年 | 上                                  | 978-4257770602    | |
| 疾走! 千マイル急行                                    | ソノラマ文庫                     | 2005年 | 下                                  | 978-4257770626    | |
| 疾走! 千マイル急行                                    | ソノラマノベルス                 | 2007年 | -                                   | 978-4022738202    | ソノラマ文庫上下巻を合本、加筆修正。 紙の本は絶版だが電子書籍は上下巻に分かれて発売中                                             |
| 疾走! 千マイル急行                                    | ハヤカワ文庫JA                   | 2019年 | 上                                  | 978-4150313876    | |
| 疾走! 千マイル急行                                    | ハヤカワ文庫JA                   | 2019年 | 下                                  | 978-4150313883    | |
| レスキューウィングス ファイナルシーカー               | MF文庫J                          | 2006年 | -                                   | 978-4840114905    | 原題『ファイナルシーカー レスキューウィングス』として発売                                                                         |
| レスキューウィングス ファイナルシーカー               | MF文庫ダ・ヴィンチ               | 2008年 | -                                   | 978-4840124560    | MF文庫Jより刊行された『ファイナルシーカー レスキューウィングス』を改題                                                            |
| 天涯の砦                                              | ハヤカワSFシリーズ Jコレクション | 2006年 | -                                   | 978-4152087539    | |
| 天涯の砦                                              | ハヤカワ文庫JA                   | 2009年 | -                                   | 978-4150309459    | |
| 時砂の王                                              | ハヤカワ文庫JA                   | 2007年 | -                                   | 978-4150309046    | |
| 妙なる技の乙女たち                                    | ポプラ社                         | 2008年 | -                                   | 978-4591101841    | 2006年～2007年に「asta*」に連載後、加筆修正                                                                                       |
| 妙なる技の乙女たち                                    | ポプラ文庫                       | 2011年 | -                                   | 978-4591122730    | 文庫本化に際し加筆修正、書き下ろし短編を追加                                                                                      |
| 風の邦、星の渚 レーズスフェント興亡記                 | 角川春樹事務所                   | 2008年 | -                                   | 978-4758411165    | |
| 風の邦、星の渚 レーズスフェント興亡記                 | ハルキ文庫                       | 2011年 | 上                                  | 978-4758435512    | |
| 風の邦、星の渚 レーズスフェント興亡記                 | ハルキ文庫                       | 2011年 | 下                                  | 978-4758435529    | |
| 不全世界の創造手(アーキテクト)                        | 朝日ノベルズ                     | 2008年 | -                                   | 978-4022739087    | |
| 不全世界の創造手(アーキテクト)                        | 朝日文庫                         | 2020年 | -                                   | 978-4-02264967-6  | |
| 天冥の標                                              | ハヤカワ文庫JA                   | 2009年 | I メニー・メニー・シープ 上         | 978-4150309688    | 第51回星雲賞・日本長編部門賞を受賞（2020年） 第40回日本SF大賞を受賞（2020年）                                                     |
| 天冥の標                                              | ハヤカワ文庫JA                   | 2009年 | I メニー・メニー・シープ 下         | 978-4150309695    | 第51回星雲賞・日本長編部門賞を受賞（2020年） 第40回日本SF大賞を受賞（2020年）                                                     |
| 天冥の標                                              | ハヤカワ文庫JA                   | 2010年 | II 救世群                           | 978-4150309886    | 第51回星雲賞・日本長編部門賞を受賞（2020年） 第40回日本SF大賞を受賞（2020年）                                                     |
| 天冥の標                                              | ハヤカワ文庫JA                   | 2010年 | III アウレーリア一統                | 978-4150310035    | 第51回星雲賞・日本長編部門賞を受賞（2020年） 第40回日本SF大賞を受賞（2020年）                                                     |
| 天冥の標                                              | ハヤカワ文庫JA                   | 2011年 | IV 機械じかけの子息たち             | 978-4150310332    | 第51回星雲賞・日本長編部門賞を受賞（2020年） 第40回日本SF大賞を受賞（2020年）                                                     |
| 天冥の標                                              | ハヤカワ文庫JA                   | 2011年 | V 羊と猿と百掬(ひゃっきく)の銀河    | 978-4150310509    | 第51回星雲賞・日本長編部門賞を受賞（2020年） 第40回日本SF大賞を受賞（2020年）                                                     |
| 天冥の標                                              | ハヤカワ文庫JA                   | 2012年 | VI 宿怨 PART1                       | 978-4150310677    | 第51回星雲賞・日本長編部門賞を受賞（2020年） 第40回日本SF大賞を受賞（2020年）                                                     |
| 天冥の標                                              | ハヤカワ文庫JA                   | 2012年 | VI 宿怨 PART2                       | 978-4150310806    | 第51回星雲賞・日本長編部門賞を受賞（2020年） 第40回日本SF大賞を受賞（2020年）                                                     |
| 天冥の標                                              | ハヤカワ文庫JA                   | 2013年 | VI 宿怨 PART3                       | 978-4150310943    | 第51回星雲賞・日本長編部門賞を受賞（2020年） 第40回日本SF大賞を受賞（2020年）                                                     |
| 天冥の標                                              | ハヤカワ文庫JA                   | 2013年 | VII 新世界ハーブC                   | 978-4150311391    | 第51回星雲賞・日本長編部門賞を受賞（2020年） 第40回日本SF大賞を受賞（2020年）                                                     |
| 天冥の標                                              | ハヤカワ文庫JA                   | 2014年 | VIII ジャイアント・アーク PART1     | 978-4150311599    | 第51回星雲賞・日本長編部門賞を受賞（2020年） 第40回日本SF大賞を受賞（2020年）                                                     |
| 天冥の標                                              | ハヤカワ文庫JA                   | 2014年 | VIII ジャイアント・アーク PART2     | 978-4150311698    | 第51回星雲賞・日本長編部門賞を受賞（2020年） 第40回日本SF大賞を受賞（2020年）                                                     |
| 天冥の標                                              | ハヤカワ文庫JA                   | 2015年 | IX ヒトであるヒトとないヒトと PART1 | 978-4150312138    | 第51回星雲賞・日本長編部門賞を受賞（2020年） 第40回日本SF大賞を受賞（2020年）                                                     |
| 天冥の標                                              | ハヤカワ文庫JA                   | 2016年 | IX ヒトであるヒトとないヒトと PART2 | 978-4150312312    | 第51回星雲賞・日本長編部門賞を受賞（2020年） 第40回日本SF大賞を受賞（2020年）                                                     |
| 天冥の標                                              | ハヤカワ文庫JA                   | 2018年 | Ⅹ 青葉よ、豊かなれ PART1            | 978-4150313555    | 第51回星雲賞・日本長編部門賞を受賞（2020年） 第40回日本SF大賞を受賞（2020年）                                                     |
| 天冥の標                                              | ハヤカワ文庫JA                   | 2019年 | Ⅹ 青葉よ、豊かなれ PART2            | 978-4150313593    | 第51回星雲賞・日本長編部門賞を受賞（2020年） 第40回日本SF大賞を受賞（2020年）                                                     |
| 天冥の標                                              | ハヤカワ文庫JA                   | 2019年 | Ⅹ 青葉よ、豊かなれ PART3            | 978-4150313623    | 第51回星雲賞・日本長編部門賞を受賞（2020年） 第40回日本SF大賞を受賞（2020年）                                                     |
| 博物戦艦アンヴェイル                                  | 朝日ノベルズ                     | 2010年 | 1                                   | 978-4022739360    | 人物紹介の訂正加筆版が著者のblogで公開されている                                                                                  |
| 博物戦艦アンヴェイル                                  | 朝日ノベルズ                     | 2010年 | 2 ケーマの白骨宮殿                  | 978-4022739551    | |
| 博物戦艦アンヴェイル                                  | ハルキ文庫                       | 2020年 | -                                   | 978-4-75844320-3  | |
| コロロギ岳から木星トロヤへ                            | ハヤカワ文庫JA                   | 2013年 | -                                   | 978-4150311049    | 第45回星雲賞・日本長編部門賞を受賞（2014年）                                                                                      |
| 臨機巧緻のディープ・ブルー                            | 朝日ノベルズ                     | 2013年 | -                                   | 978-4022760074    | |
| 美森まんじゃしろのサオリさん                          | 光文社                           | 2015年 | -                                   | 978-4334910303    | |
| 美森まんじゃしろのサオリさん                          | 光文社文庫                       | 2017年 | -                                   | 978-4334775568    | |
| 砂星からの訪問者(フィーリアン)                        | 朝日文庫                         | 2015年 | -                                   | 978-4022647894    | 『臨機巧緻のディープ・ブルー』の続編                                                                                              |
| ツインスター・サイクロン・ランナウェイ                | ハヤカワ文庫JA                   | 2020年 | 1                                   | 978-4-15-031421-7 | 同名短編小説を長編化。 2023年からコミカライズが行われ、コミックグロウルで連載中。                                                 |
| ツインスター・サイクロン・ランナウェイ                | ハヤカワ文庫JA                   | 2022年 | 2                                   | 978-4-15-031506-1 | 同名短編小説を長編化。 2023年からコミカライズが行われ、コミックグロウルで連載中。                                                 |
| ツインスター・サイクロン・ランナウェイ                | ハヤカワ文庫JA                   | 2023年 | 3                                   | 978-4-15-031553-5 | 同名短編小説を長編化。 2023年からコミカライズが行われ、コミックグロウルで連載中。                                                 |
| ツインスター・サイクロン・ランナウェイ                | ハヤカワ文庫JA                   | 2025年 | 4                                   | 978-4-15-031588-7 | 同名短編小説を長編化。 2023年からコミカライズが行われ、コミックグロウルで連載中。                                                 |

### 中・短編集
| 短編タイトル       | 発表年 | 備考                                                        |
| ------------------ | ------ | ----------------------------------------------------------- |
| ギャルナフカの迷宮 | 2004年 | 初出に加筆修正                                              |
| 老ヴォールの惑星   | 2003年 |                                                             |
| 幸せになる箱庭     | 2004年 |                                                             |
| 漂った男           | 2005年 | 書き下ろし。 第37回星雲賞・日本短編部門賞を受賞（2006年）。 |

| 短編タイトル         | 発表年 | 備考                              |
| -------------------- | ------ | --------------------------------- |
| フリーランチの時代   | 2005年 | 初出に加筆修正                    |
| Live me ME           | 2004年 |                                   |
| Slowlife in Starship | 2006年 | 「ハイフライト･マイスター」を改題 |
| 千歳の坂も           | 2007年 |                                   |
| アルワラの潮の音     | 2008年 | 『時砂の王』の外伝。書き下ろし。  |

| 短編タイトル               | 発表年 | 備考                           |
| -------------------------- | ------ | ------------------------------ |
| 煙突の上にハイヒール       | 2007年 | 「煙突の上のハイヒール」を改題 |
| カムキャット・アドベンチャ | 2008年 |                                |
| イブのオープン・カフェ     | 2009年 |                                |
| おれたちのピュグマリオン   | 2008年 |                                |
| 白鳥熱の朝(あした)に       | 2008年 |                                |

| 短編タイトル                 | 発表年 | 備考 |
| ---------------------------- | ------ | ---- |
| 都市彗星のサエ               | 2009年 |      |
| グラスハートが割れないように | 2007年 |      |
| 静寂に満ちていく潮           | 2007年 |      |
| 占職術師の希望               | 2007年 |      |
| 守るべき肌                   | 2004年 |      |
| 青い星まで飛んでいけ         | 2008年 |      |

| 中編タイトル           | 発表年 | 備考 |
| ---------------------- | ------ | ---- |
| 星風よ、淀みに吹け     | 2009年 |      |
| くばり神の紀           | 2010年 |      |
| トネイロ会の非殺人事件 | 2011年 |      |

| 短編タイトル                          | 発表年 | 備考                                         |
| ------------------------------------- | ------ | -------------------------------------------- |
| ろーどそうるず                        | 2010年 |                                              |
| ゴールデンブレッド                    | 2012年 |                                              |
| アリスマ王の愛した魔物                | 2010年 | 第42回星雲賞・日本短編部門賞を受賞（2011年） |
| 星のみなとのオペレーター              | 2012年 |                                              |
| リグ・ライト-機械が愛する権利について | 2017年 | 書き下ろし                                   |

### アンソロジー収録短編
| タイトル                                                     | 書籍タイトル                                  | 編集                   | レーベル                         | 発売年 | ISBNコード        | 備考                                         |
| ------------------------------------------------------------ | --------------------------------------------- | ---------------------- | -------------------------------- | ------ | ----------------- | -------------------------------------------- |
| ジブラルタル攻防戦                                           | 七都市物語 シェアードワールズ                 | -                      | トクマ・ノベルズ                 | 2005年 | 978-4198506629    | 原案：田中芳樹、『七都市物語』のアンソロジー |
| ジブラルタル攻防戦                                           | 七都市物語 シェアードワールズ                 | -                      | 徳間文庫                         | 2011年 | 978-4198933609    | 原案：田中芳樹、『七都市物語』のアンソロジー |
| フリーランチの時代                                           | 短篇ベストコレクション 現代の小説2006         | 日本文藝家協会         | 徳間文庫                         | 2006年 | 978-4198924423    | 短編集に収録済み                             |
| グラスハートが割れないように                                 | 虚構機関 年刊日本SF傑作選                     | 大森望、日下三蔵       | 創元SF文庫                       | 2008年 | 978-4488734015    | 短編集に収録済み                             |
| 青い星まで飛んでいけ                                         | 超弦領域 年刊日本SF傑作選                     | 大森望、日下三蔵       | 創元SF文庫                       | 2009年 | 978-4488734022    | 短編集に収録済み                             |
| ろーどそうるず                                               | NOVA 3 書き下ろし日本SFコレクション           | 大森望                 | 河出文庫                         | 2010年 | 978-4309410555    | 短編集に収録済み                             |
| アリスマ王の愛した魔物                                       | 結晶銀河 年刊日本SF傑作選                     | 大森望、日下三蔵       | 創元SF文庫                       | 2011年 | 978-4488734046    | 短編集に収録済み                             |
| コズミックロマンスカルテット with E                          | NOVA 7 書き下ろし日本SFコレクション           | 大森望                 | 河出文庫                         | 2012年 | 978-4309411361    |                                              |
| ゴールデンブレッド                                           | THE FUTURE IS JAPANESE                        | -                      | ハヤカワSFシリーズ Jコレクション | 2012年 | 978-4152093103    | 短編集に収録済み                             |
| 時じくの実の宮古へ                                           | 坂木司リクエスト! 和菓子のアンソロジー        | 坂木司                 | 光文社                           | 2013年 | 978-4334767631    | ミステリー小説『和菓子のアン』のアンソロジー |
| 星風よ、淀みに吹け                                           | Logic 真相への回廊〜ミステリー傑作選          | 日本推理作家協会       | 講談社文庫                       | 2013年 | 978-4062775106    | 短編集に収録済み                             |
| 町立探偵〈竿竹室士〉「いおり童子」と「こむら返し」           | SF宝石                                        | 小説宝石編集部         | 光文社                           | 2013年 | 978-4334928889    |                                              |
| 御機送る、かなもり堂                                         | 短篇ベストコレクション 現代の小説2014         | 日本文藝家協会         | 徳間文庫                         | 2014年 | 978-4198938437    |                                              |
| 陸(くが)の奥より申し上げる                                   | ILC/TOHOKU                                    | -                      | 早川書房                         | 2017年 | 978-4152096739    |                                              |
| 破綻円盤 ―Disc Crash―                                        | BLAME! THE ANTHOLOGY                          | -                      | ハヤカワ文庫JA                   | 2017年 | 978-4150312756    | 原作：弐瓶勉、漫画『BLAME!』のアンソロジー   |
| ツインスター・サイクロン・ランナウェイ                       | アステリズムに花束を 百合SFアンソロジー       | SFマガジン編集部       | ハヤカワ文庫JA                   | 2019年 | 978-4-15-031383-8 | のちに長編作品化された。                     |
| アリスマ王の愛した魔物                                       | 2010年代SF傑作選 1                            | 大森望、伴名練         | ハヤカワ文庫JA                   | 2020年 | 978-4150314156    | 短編集に収録済み                             |
| 竜神滝（ドラッハ・ヴァッサーフェル）の皇帝陛下               | 銀河英雄伝説列伝 1 晴れあがる銀河             | 田中芳樹 監修          | 創元SF文庫                       | 2020年 | 978-4-488-72517-4 | 『銀河英雄伝説』の公式トリビュート短編集     |
| 受け継ぐちから                                               | ポストコロナのSF                              | 日本SF作家クラブ       | 早川書房                         | 2021年 | 978-4-150-31481-1 |                                              |
| 未明のシンビオシス                                           | Genesis 時間飼ってみた 創元日本SFアンソロジー | -                      | 東京創元社                       | 2021年 | 978-4-488-01845-0 |                                              |
| 大江戸石廓突破仕留(おおえどいしのくるわをつきやぶりしとめる) | ifの世界線 改変歴史SFアンソロジー             | 文芸第三／講談社文庫編 | 講談社タイガ                     | 2022年 | 978-4-06-529626-4 |                                              |

### その他
- PLANETALINK（2001年、SFオンライン（Webマガジン））- Webマガジンでの公開作品
- 藤子・F・不二雄大全集『ドラえもん』15巻（2011年、小学館） - 解説を執筆。
- 『星海のアーキペラゴ』（2012年、IMAGICAイメージワークス、Voltage of Imagination） - オリジナル小説付きイメージアルバムCD。小説及び企画を担当。小説の「星のみなとのオペレーター」は短編集に収録済み。
- 『SFの書き方 「ゲンロン 大森望 SF創作講座」全記録 』（2017年、早川書房、編集：大森望、ISBN 978-4152096845） - 大森望が主任講師の「ゲンロン 大森望 SF創作講座」における講義を収録。